# Vladimir Mantjev
Vladimir Mantjev (Bulgariska: Владимир Манчев), född 6 oktober 1977 i Pazardzjik i Bulgarien, är en bulgarisk före detta fotbollsspelare som spelade som anfallare.
Han var skyttekung i bulgariska ligan 2001/2002, med 21 mål för CSKA Sofia. Han vann även bulgariska cupen 1999 med laget.
Mantjev var med i Bulgariens landslag under EM 2004, men laget åkte ut i första omgången då man slutade på sista plats i grupp C, trots att man låg på förstaplats i kvalgrupp 8 innan mästerskapet.